# Р. Кели
Роберт Силвестер Кели (енгл. Robert Sylvester Kelly; Чикаго, Илиноис, САД, 8. јануар 1967), познат као Р. Кели (R. Kelly), амерички је певач, плесач, писац песама и глумац. Постао је R&B певач 1989. године, а од 2000. је један од највећих стваралаца у овом жанру музике јер је имао великих успеха са сингловима и албумима.

## Дискографија
Студијски албуми:
- 1992: Born into the 90's
- 1993: 12 Play
- 1995: R. Kelly
- 1998: R.
- 2000: TP-2.com
- 2002: The Best of Both Worlds
- 2003: Chocolate Factory
- 2004: Happy People/U Saved Me
- 2004: Unfinished Business
- 2005: TP3.Reloaded
- 2007: Double Up
- 2009: Untitled
- 2010: Love Letter
- 2012: Write Me Back
- 2013: Black Panties

## Турнеје
-{
- 60653 Tour (w/ Public Announcement) (1993)
- The 12 Play Very Necessary Tour (w/ Salt-N-Pepa) (1994)
- The Down Low Top Secret Tour (w/ LL Cool J, Xscape, and Solo) (1996)
- The Get Up on a Room Tour (w/ Kelly Price, Nas, Foxy Brown, and Deborah Cox) (1999)
- The TP-2.com Tour (w/ Sunshine Anderson & Syleena Johnson) (2001)
- The Key in the Ignition Tour (w/ Ashanti) (2003)
- The Best Of Both Worlds Tour (w/ Jay-Z) (2004)
- The Light It Up Tour (2006)
- The Double Up Tour (w/ J. Holiday & Keyshia Cole) (2007)
- The Ladies Make Some Noise Tour (2009)
- Love Letter Tour (w/ Keyshia Cole & Marsha Ambrosius) (2011)
- The Single Ladies Tour (w/ Tamia) (2012–13)
- Black Panties Tour (w/ Tamar Braxton) (2014)}-